# Sobrestrada (Avià)
Sobrestrada (o Subastrada) és una masia que hi ha al nord del municipi d'Avià, al Baix Berguedà. Està inventariada com a element arquitectònic al mapa de patrimoni de la Generalitat de Catalunya amb el número d'element 3020 (1983) i al mapa de patrimoni cultural de la Diputació de Barcelona consta com a patrimoni immoble amb el número d'element 08011/105. És un edifici que té un ús residencial i que és de titularitat privada. El seu estat de conservació és regular i no està protegit legalment. Les fitxes de Cal Salvans i de La Parera tenen les fitxes associades a la de Sobrestrada al mapa de patrimoni de la Diputació de Barcelona.

## Situació geogràfica
La masia de Sobrestrada està situada a l'entorn homònim, al nord del municipi d'Avià, no gaire lluny del nucli urbà principal. Cal Tavella, Cal Miquel i el Molí de Salvans són les masies més properes a Sobrestrada. El seu accés és fàcil i s'hi arriba des de la carretera de Berga a Cardona, en un trencant que indica La Roda, nom del restaurant que hi ha a la masia.

## Descripció i característiques
Sobrestrada és una masia orientada cap a migdia estructurada en diversos cossos. Al cos principal s'adossen altres a la part davantera d'una sola planta coberts a una sola vessant o a dues aigües. El parament de totes és el mateix: amb pedres sense treballar de grans dimensions unides amb morter i després arrebossat. La coberta del cos principal és a dues aigües amb teula àrab. Les obertures són poc nombroses, de petites dimensions, allindanades i disposades de forma arbitrària per la façana. Algunes d'elles tenen reixes de ferro. A la façana hi veiem alguns rètols de diverses dimensions que posa, La roda, nom del restaurant que acullia la masia.
Sobrestrada té una forma rectangular i la seva façana està orientada a ponent. Té una estructura de tres Crugies perpendiculars al carener de la teulada i separades per mitjà de dos murs de pedra gruixuts. Té planta baixa, pis i golfes. Una escala de maó amb la vora de fusta és el mitjà per accedir al primer pis. A l'esquerra de la casa hi ha un paller que té una entrada directa. Hi ha una botiga i club de parapent al pis de la casa.

## Història
En els documents de Cal Mas hi apareix freqüentment el topònim de Sobrestrada, des del 1406, quan cal Mas era propietat de Bernat Sobrestrada. El 1447, el seu propietari era Arnaldo de la Vila de Sobrestrada, el 1460, d'Antoni Sobrestrada, qui el va vendre a Arnau de Santamaria. Està documentat que Sobrestrada es va edificar en un terreny que Bartomeu Cardona va vendre a Francesc de Sobrestrada el 19 de maig de 1386 (document guardat a l'Arxiu Diocesà de Solsona).
El 1701, Jaume Santamaria i Corominas, va confessar el mas de Sobrestrada en el Capbreu del Monestir de Serrateix com alou del seu abat, cosa que tornarien a fer els seus hereus el 1729 i el 1763 (Arxiu Diocesà de Solsona). Juan Corominas apareix com a propietari de Sobrestrada al Cadastre de 1767. Des de principis del segle xx, Cal Parera i Sobrestrada van passar a ser propietat de la família Salvans de Biure, Sagàs, després que la pubilla del mas Parera d'Avià (propietària de Sobrestrada) es casés amb l'hereu d'aquesta masia de Sagàs.